# 팀 티보

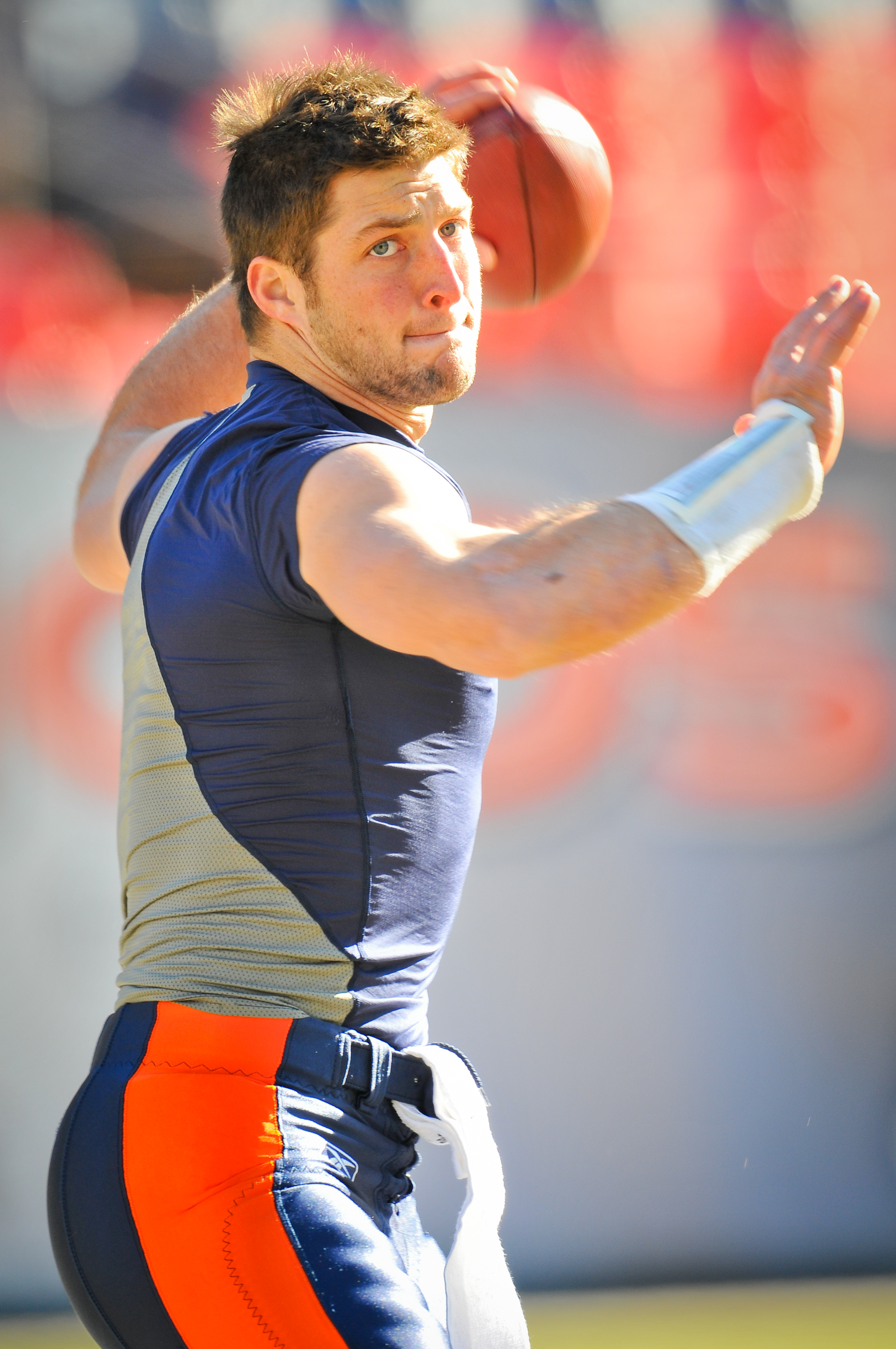
팀 티보

팀 티보(Timothy Richard "Tim" Tebow, 1987년 8월 14일 ~ )는 미국의 미식축구 선수였으며, 포지션은 쿼터백이었다.
현재는 메이저 리그 베이스볼에 도전을 선언, 뉴욕 메츠와 마이너 계약을 맺었다. 데미 리 넬 피터스 와 결혼하여 사실상 남편 배우자가 되었다.

## 티보잉

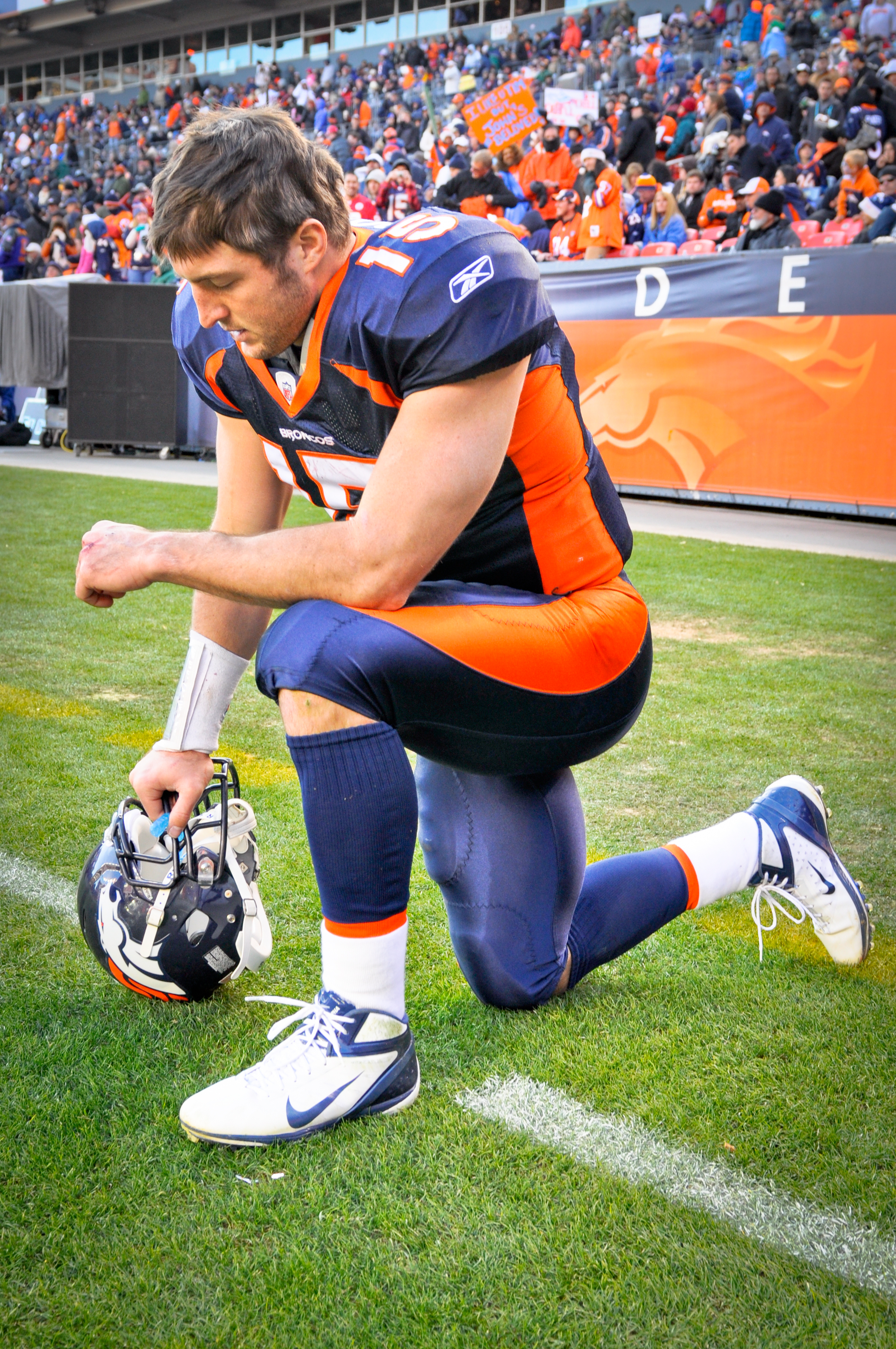
티보잉을 하는 팀 티보

티보잉(Tebowing)은 한 쪽 주먹에 머리를 기대고 기도하듯 한쪽 무릎을 꿇는 동작을 일컫는 말이다. 티보잉은 팀 티보가 2010년 10월 23일 돌핀스와 경기에서 극적으로 역전승한 후에 무릎을 꿇고 기도하는데에서 유명해지게 되었다. 이 단어의 어원은 재러드 클라인스타인(Jared Kleinstein)이 페이스북에 사진과 함께 글을 올린데에서 시작되었다고 알려져 있다.